# Jules Buysse
Jules Buysse, nascido a 13 de agosto de 1901 em Wontergem e falecido a 31 de dezembro de 1950 na mesma cidade, foi um ciclista belga. Profissional de 1925 a 1932, ganhou a primeira etapa do Tour de France de 1926 levando durante dois dias o maillot amarelo. Seu irmão Lucien ganhou nesse ano a prova. Seus irmãos Marcel e Cyriel têm sido também ciclistas profissionais, o mesmo que os seus sobrinhos Marcel, Norbert e Albert.

## Palmarés
1926
- 1 etapa do Tour de France

## Resultados nas grandes voltas

### Tour de France
- 1925 : 15º
- 1926 : 9º, ganhador de uma etapa
- 1932 : 40º